# Samuel D. Sturgis III

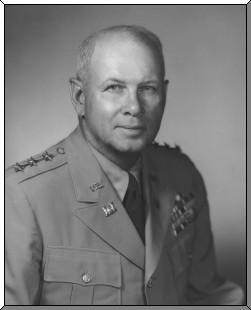
Samuel D. Sturgis III

Samuel Davis Sturgis III (* 16. Juli 1897 in Saint Paul, Ramsey County, Minnesota; † 5. Juli 1964 in Washington, D.C.) war ein Generalleutnant der United States Army. Er war unter anderem Kommandeur des United States Army Corps of Engineers.
Samuel Sturgis entstammte einer militärisch geprägten Familie. Sowohl sein Vater Samuel D. Sturgis Jr. (1861–1933) als auch sein Großvater Samuel Davis Sturgis (1822–1889) hatten es im US-Heer bis in die Generalsränge gebracht. Seine Mutter war Bertha Bement (1875–1955).
Im Jahre 1918 absolvierte Sturgis die United States Military Academy in West Point. Nach seiner Graduation wurde er als Leutnant den Pionieren (Corps of Engineers) zugeteilt. In der Armee durchlief er anschließend alle Offiziersränge vom Leutnant bis zum Drei-Sterne-General.
In seinen jüngeren Jahren absolvierte er den für Offiziere in den niederen Rangstufen üblichen Dienst in verschiedenen Einheiten und Standorten. Anfang der 1920er Jahre war er Dozent für Mathematik an der Militärakademie in West Point. In der Folge war er als Pionieroffizier an verschiedenen Standorten, darunter auch auf den Philippinen, stationiert. In den Jahren 1929 bis 1933 kommandierte er eine Kompanie in Fort Riley. Als Engineer gehörten der Hochwasserschutz, der Ausbau von Hafenanlagen und deren militärischer Verteidigung, Flussregulierungen sowie der Bau von Schleusen und Stauwerken zu seinem Aufgabenbereich. In den Jahren 1939 bis 1942 leitete er den Bezirk um die Stadt Vicksburg im Bundesstaat Mississippi. Sein Aufgabengebiet erstreckte sich hier auf den Mississippi River und die Hafenanlagen der Stadt. In diese Zeit fiel der amerikanische Eintritt in den Zweiten Weltkrieg.
Von Ende Dezember 1942 bis Mitte Januar 1943 war Sturgis Leiter der Pioniereinheiten des XIII. Korps. Anschließend wurde er auf den asiatischen Kriegsschauplatz zur 6. Armee versetzt. Dort leitete er die dieser Armee unterstellten Pioniereinheiten. Diese waren im Tätigkeitsbereich der 6. Armee von Neuguinea über die Philippinen bis hin nach Japan unter anderem für den Bau von Straßen, Flugplätzen und Militärbasen zuständig. Am 27. März 1946 erhielt Sturgis das Kommando über die den United States Army Air Forces unterstellten Pioniertruppen. Dieses Kommando hatte er bis zum 15. September 1947 inne. Danach blieb er in gleicher Funktion bis zum 13. Juni 1948 als Übergangslösung bei der neugegründeten United States Air Force.
Danach war er bis 1949 Stabsoffizier im Heeresministerium. Anschließend leitete er den Pionierbereich um den Missouri River (Missouri River Division). Im Jahr 1950 hatte Sturgis das Kommando über Fort Leonard Wood in Missouri. Später wurde er nach Europa versetzt, wo er die US Army Communications Zone Europe kommandierte, die der United States Army Europe unterstand. Im Januar 1953 übernahm Samuel Sturgis den Oberbefehl über das United States Army Corps of Engineers. In dieser Funktion löste er Lewis A. Pick ab. Dieses Kommando hatte er bis zum 30. September 1956 inne. An diesem Tag übergab er sein Amt an Emerson C. Itschner und trat in den Ruhestand.
Der seit 1921 mit Frances Jewett Murray (1897–1975) verheiratete Offizier starb am 5. Juli 1964 in der Bundeshauptstadt Washington und wurde auf dem amerikanischen Nationalfriedhof Arlington beigesetzt.

## Orden und Auszeichnungen
Samuel Sturgis erhielt im Lauf seiner militärischen Laufbahn unter anderem folgende Auszeichnungen:
- Army Distinguished Service Medal
- Silver Star
- Legion of Merit
- World War I Victory Medal
- American Defense Service Medal
- American Campaign Medal
- Asiatic-Pacific Campaign Medal
- World War II Victory Medal
- Army of Occupation Medal
- National Defense Service Medal
- Philippine Liberation Medal (Philippinen)